# شيخ عبد القرنة

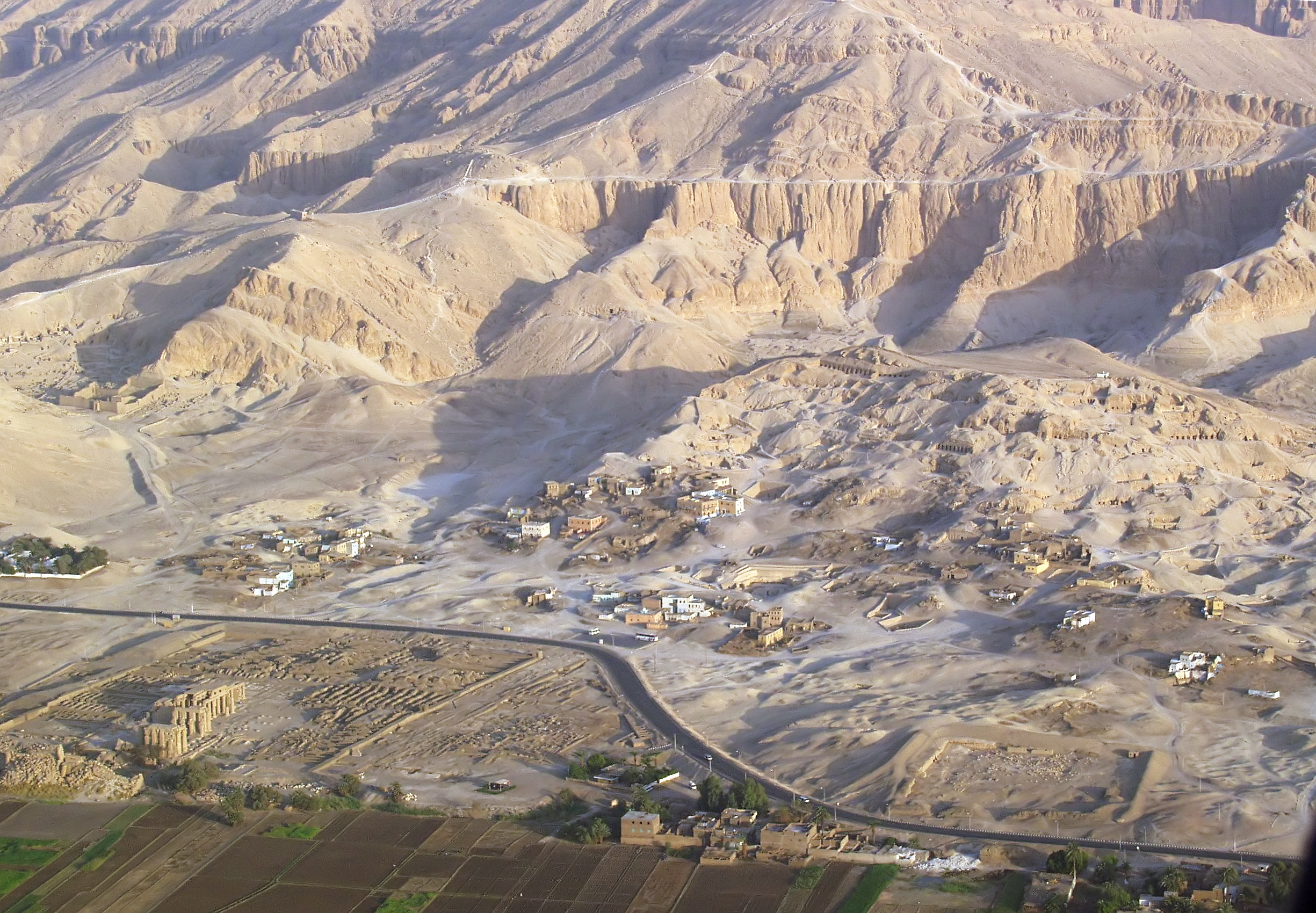
مقابر النبلاء / شيخ عبد القرنة

تقع جبانة الشيخ عبد القرنة (تسمى كذلك : علوة الشيخ عبد القرنة) على الضفة الغربية في طيبة في صعيد مصر. و هي جزء من المنطقة الأثرية في الدير البحري.
و قد سميت تيمناً باسم شيخ له مقام هناك، وتعتبر هذه المنطقة أكثر المناطق زيارة في جبانة طيبة القديمة كلها، مع أكبر تجمع للمقابر الخاصة أو الشخصية.

## المقابر

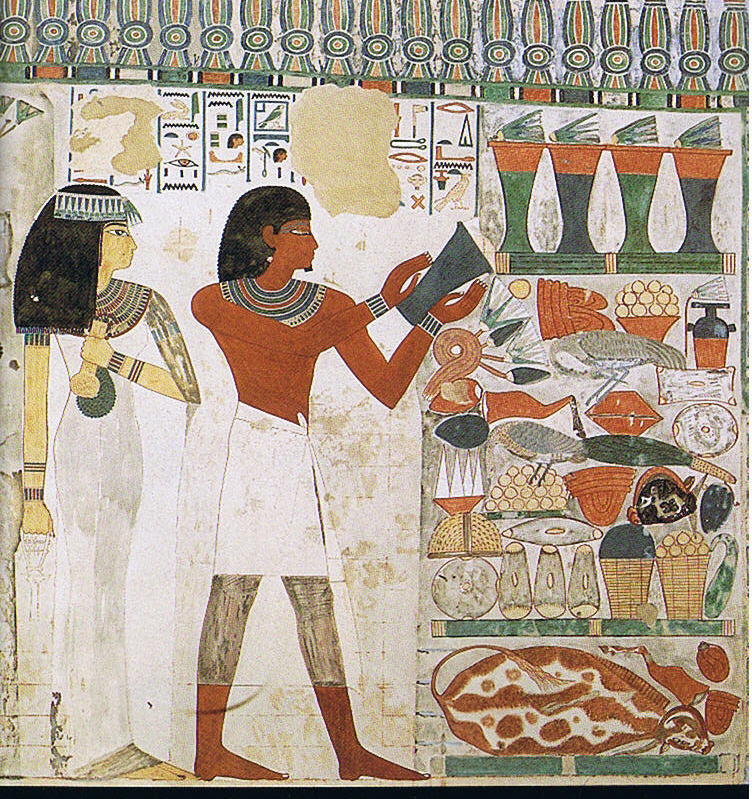
صورة للكاتب نخت مع زوجته السيدة تيا (TT52)

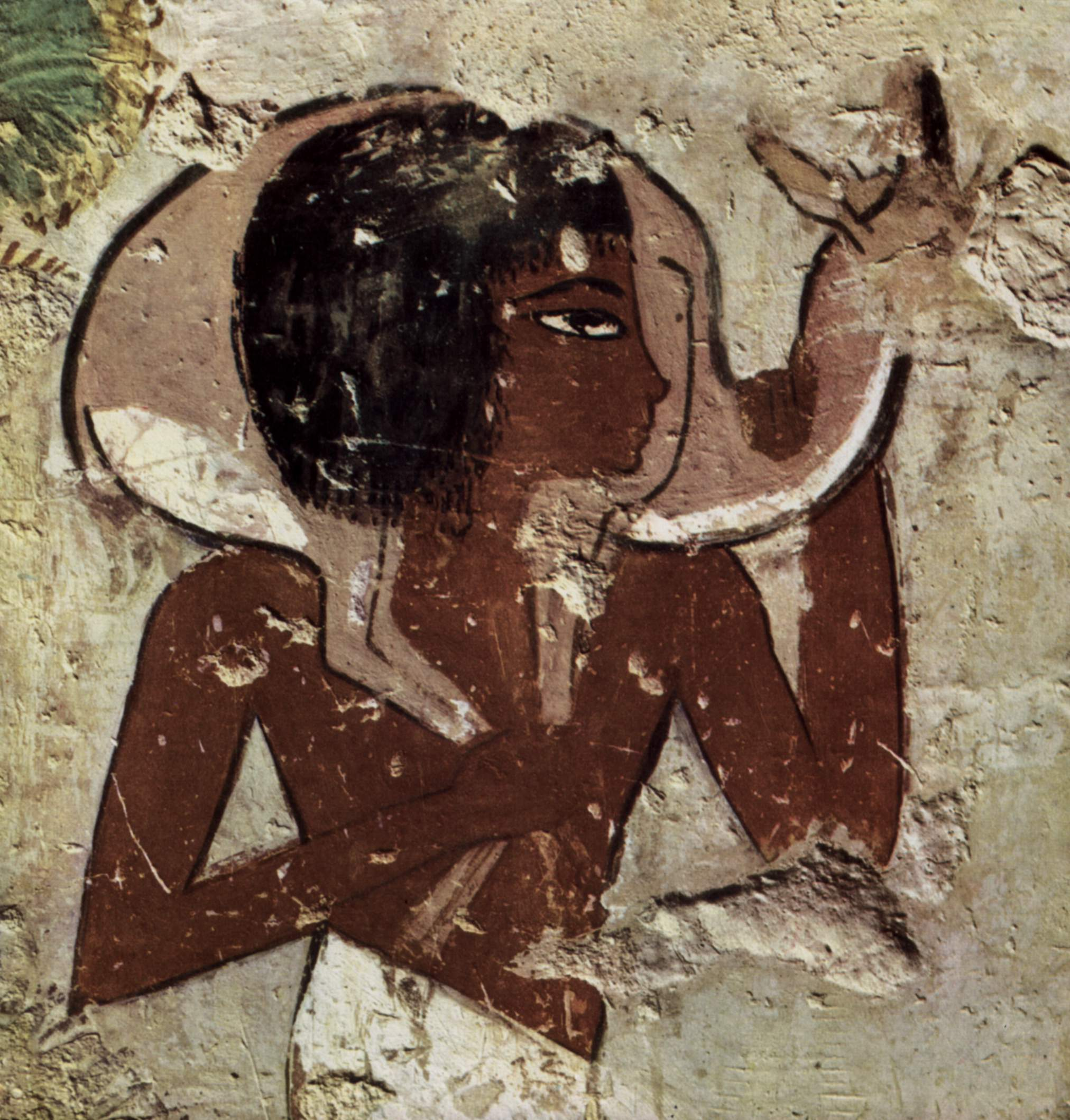
صورة من جدران مقبرة مننا (TT69)

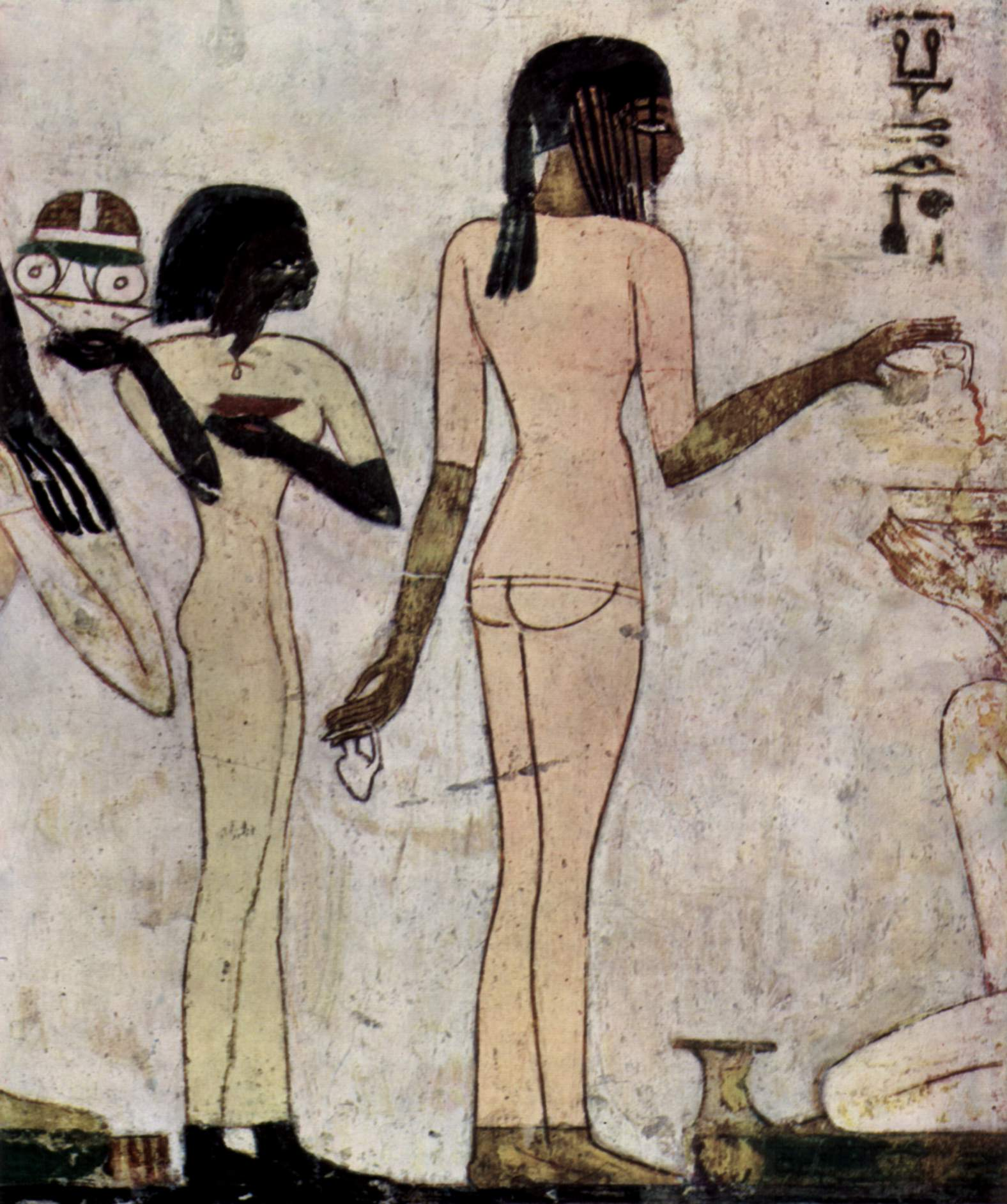
صورة لخادمة تصب الشراب من مقبرة الوزير رخ مي رع (TT100)

يوجد في الجبانة المقابر تحت أرقام:

- TT21-TT23
- TT30
- TT31
- TT38
- TT41-TT46
- TT50-TT52
- TT55
- TT57
- TT66
- TT69
- TT71
- TT83
- TT96
- TT100
- TT109
- TT120
- TT170
- TT171
- TT224-TT230
- TT249
- TT251
- TT252
- TT259
- TT263
- TT269
- TT280
- TT309
- TT317
- TT318
- TT331
- TT341-TT351
- TT343
- TT367
- TT368
- TT384
- TT385
- TT391
- TT397-TT400
- TT403
- C1-C15[3]

## أشهر أصحاب المقابر في الجبانة
- مقبرة نخت (TT52) : الكاتب وفلكي آمون من عهد الملك تحتمس الرابع من الأسرة 18.
- مقبرة مننا (TT69) : كاتب حقول الملك في عهد الملك تحتمس الرابع أو أمنحتب الثالث من الأسرة 18.
- مقبرة سننموت غير المستخدمة (TT71) : مهندس الملكة حتشبسوت من الأسرة 18.
- مقبرة سنفر (TT96) : محافظ طيبة (عمدة العاصمة) من عهد الملك أمنحتب الثاني من الأسرة 18.
- مقبرة رخ مي رع (TT100) : الوزير في عهدي الملكين تحتمس الثالث - أمنحتب الثاني، الأسرة 18

## هوامش
1. ↑  وصلة مرجع: http://www.geonames.org/8224894.
2. ↑  علوة الشيخ عبد القرنة نسخة محفوظة 15 ديسمبر 2019 على موقع واي باك مشين.
3. ↑  Porter and Moss. Topographical Bibliography I part 1 (2nd ed).

## روابط خارجية
- List of Tombs in Qurna, Western Thebes
- TT71 Tomb of Senenmut and his parents